# Mauranthemum decepiens
Mauranthemum decepiens là một loài thực vật có hoa trong họ Cúc. Loài này được (Pomel) Vogt & Oberprieler mô tả khoa học đầu tiên năm 1995.